# Dictynomorpha bedeshai
Dictynomorpha bedeshai är en spindelart som först beskrevs av Benoy Krishna Tikader 1966.  Dictynomorpha bedeshai ingår i släktet Dictynomorpha och familjen kardarspindlar. Inga underarter finns listade i Catalogue of Life.